# Tampa Breeze
Le Tampa Breeze erano una squadra della Lingerie Football League.
Giocavano al St. Pete Times Forum di Tampa, in Florida.
Nel settembre 2012 la franchigia si è trasferita a Jacksonville.

## Colori
Nel 2009 le Breeze indossavano slip e reggiseno di colore bordeaux con bordi neri e numeri bianchi con contorno arancione.
Dal 2010 il bordeaux è stato sostituito dal rosso scarlatto con bordi nocciola e numeri bianchi e viene usato generalmente in trasferta.
Nelle partite casalinghe il colore di base è il bianco con i bordi scarlatti e laccetti nocciola.
I colori ricordano quelli dei Tampa Bay Buccaneers della National Football League.

## Campionati disputati
Le Breeze avrebbero dovuto essere una delle quattro squadre del campionato del 2009. Negli ultimi giorni il torneo era stato dapprima ridotto a una sola partita tra Tampa Breeze e Miami Caliente e quindi del tutto annullato.
Il primo campionato cui hanno effettivamente partecipato è quello a dieci squadre del 2009-2010, nel quale hanno esordito il 4 dicembre 2009 perdendo 18-27 con le Chicago Bliss.

### 2009-2010

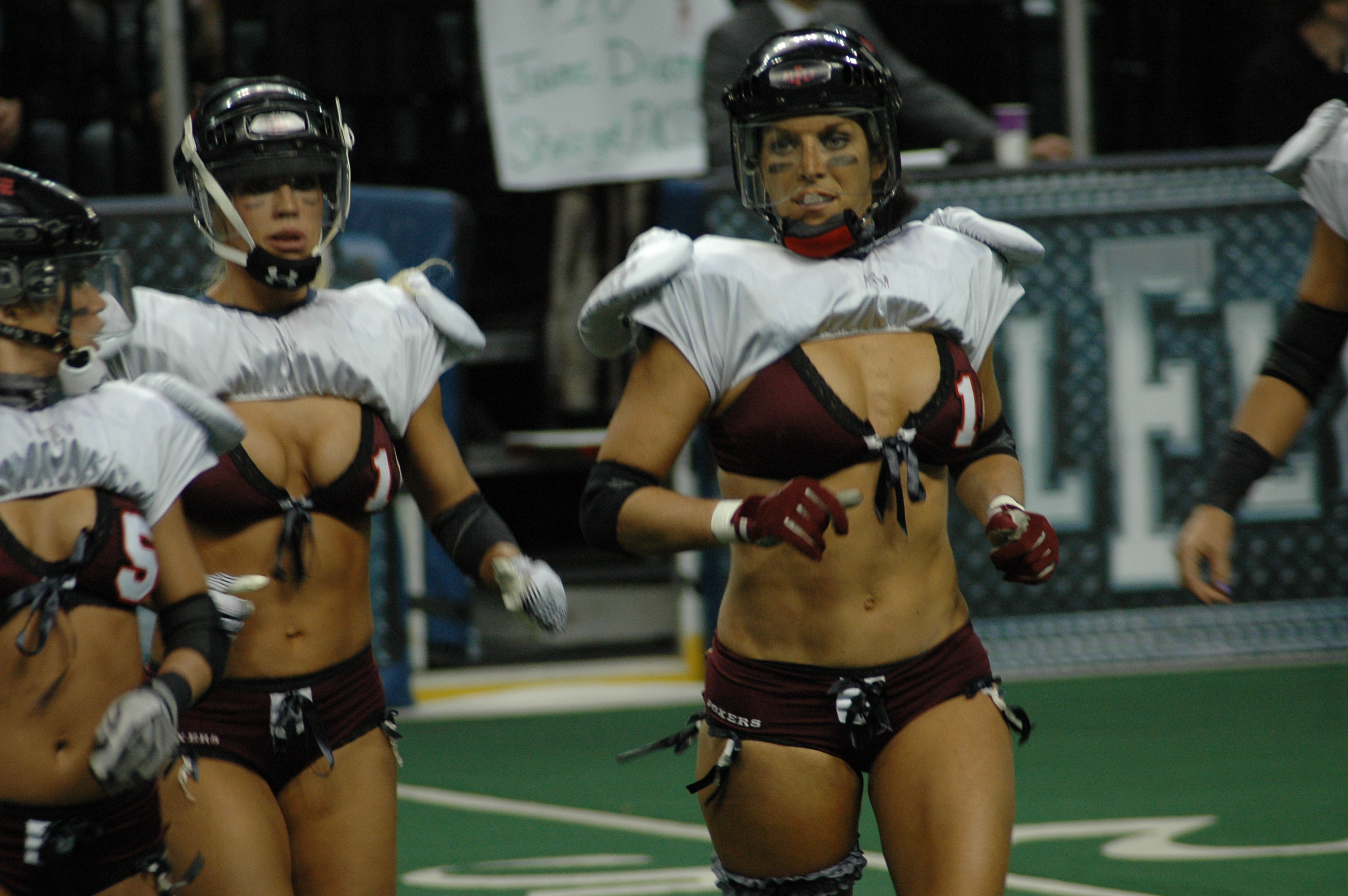
Giocatrici delle Tampa Breeze (campionato 2009-2010): da sinistra, Eliese Zukelman, Shannon Bennett, Jennifer Langston

Risultati: 04.12.2009: Tampa - Chicago Bliss 18-27; 11.12.2009: Philadelphia Passion - Tampa 12-6; 15.01.2010: Tampa - New York Majesty 40-13 (MVP: Denisha Crawford); 22.01.2010 Miami Caliente - Tampa 18-28.
Riepilogo regular season: 2 vinte - 2 perse. Terzo posto per differenza punti.

### 2010-2011
Squadra: 1 Liz Gorman, 2 Stevie Morgan, 3 Denisha Crawford, 4 Ashley Lowe, 5 Eliese Zukelman, 6 Chantal Letts, 7 Emanda Doscher, 8 Erin Carey, 9 Brandyce Trowell, 10 Mikayla Wingle, 11 Saige Steinmetz, 12 Tiffani Powers, 13 Tanya O'Sullivan, 14 Jennifer Langston, 15 Kathryn Matheny, 16 Tracey Willmer, 17 Carie Small, 18 Adrian Purnell, 19 Bryn Renda.
Risultati: 24.09.2010: Orlando Fantasy - Tampa Breeze 6-47 (MVP: Bryn Renda); 01.10.2010: Baltimore Charm - Tampa Breeze 0-33 (MVP: Tiffani Powers); 17.12.2010: Tampa Breeze - Miami Caliente 34-25 (MVP: Danielle Gassler); Tampa Breeze - Philadelphia Passion 12-31.
Riepilogo regular season: 3 vinte - 1 persa. Secondo posto nella Eastern Conference. Accede alla semifinale.
Semifinale: 29.01.2011: Philadelphia Passion - Tampa Breeze 20-14.

### 2011-2012

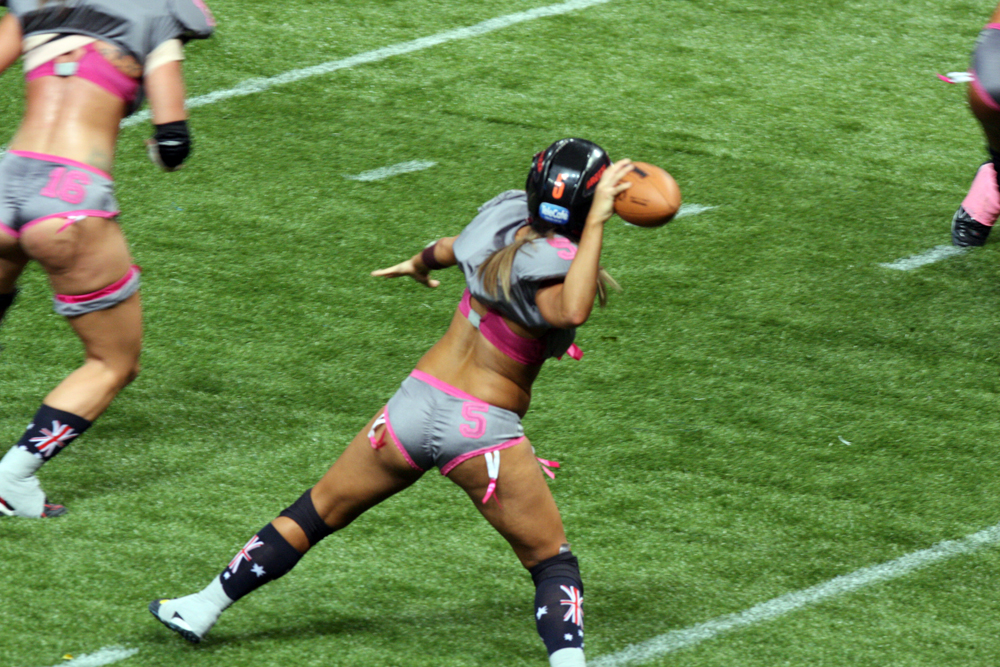
K.K. Matheny, quarterback delle Breeze, in un All Star Game giocato in Australia

Squadra: 1 Liz Gorman, 2 Jazmyn Artiga, 4 Sammy Nevin, 5 Eliese Zukelman, 6 Ciara McMillan, 7 Maci Lowery, 8 Elise Aubourg, 9 Mariah Tiona, 10 Brittany Williams, 11 Saige Steinmetz, 12 Tiffani Powers, 13 Shelltrice Turner, 14 Courtney Wilder, 15 Kathryn Matheny, 16 Tracey Willmer, 17 Breanna Fila, 18 Adrian Purnell, 19 Bryn Renda, 20 Julie Rolfe.
Risultati: 09.09.2011 Philadelphia Passion - Tampa Breeze 48-0; 17.09.2011 Toronto Triumph - Tampa Breeze 14-48; 21.10.2011 Tampa Breeze - Cleveland Crush 31-29; 30.12.2011 Tampa Breeze - Orlando Fantasy 20-18
Riepilogo regular season: 3 vinte - 1 persa. Secondo posto nella Eastern Conference. Accede alla semifinale.
Semifinale: 29.01.2012 Philadelphia Passion - Tampa Breeze 44-32

## Giocatrici di rilievo
- Denisha Crawford (Tampa, 28 marzo 1983), quarterback. Nella stagione 2009-2010 ha completato il 75% dei passaggi, con 4 passaggi da touchdown e nessun intercetto subito, arrivando al primo posto nel rating per le quarterback della lega. È stata eletta MVP della partita contro le New York Majesty.
- Liz Gorman (Syracuse (New York), 30 marzo 1987, safety, wide receiver e running back, dal campionato 2009-10). Eletta miglior giocatrice di difesa nel campionato 2009-2010 e 2011-2012, selezionata per l'All Star Game del 2010, 2011 e 2012.